# ジュリアーノ・ラッツォーリ
ジュリアーノ・ラッツォーリ（伊: Giuliano Razzoli、1984年12月18日 - ）は、イタリアのアルペンスキー選手。2010年バンクーバーオリンピックのアルペンスキー男子回転で金メダルを獲得した。

## 経歴
エミリア＝ロマーニャ州カステルノーヴォ・ネ・モンティ生まれ。ロンバルディア州ヴァルフルヴァで行われた2005-2006シーズンのイタリア選手権で優勝し、イタリア代表チームに自動加入した。
2006年12月18日にイタリアのアルタ・バディアで行われたレースでアルペンスキー・ワールドカップにデビューしたが2本目に進めなかった。2010年1月6日のクロアチアのザグレブでの大会でワールドカップ初優勝している。
初めて出場した2010年のバンクーバーオリンピック男子回転ではクロアチアのイヴィツァ・コステリッチを0.16秒、スウェーデンのアンドレ・ミレルを0.34秒離し1分39秒32のタイムで優勝した。13番スタートで霧とみぞれの中を滑った一本目はただ一人47秒台でラップを奪い、二本目は7番目のタイムで貯金を守り切った。この種目でイタリア人男性が金メダルを獲得したのは1988年カルガリーオリンピックでのアルベルト・トンバ（当時22歳）以来である。
ディフェンディング・チャンピオンとして出場したソチオリンピックでは一本目トップから1.80秒差の16位と出遅れ、二本目はゴールできなかった。

## 勝歴
| 日付          | 大会名                            | 開催地           | 種目 |
| ------------- | --------------------------------- | ---------------- | ---- |
| 2010年1月6日  | 2010 アルペンスキーワールドカップ | ザグレブ         | 回転 |
| 2010年2月15日 | 2010年バンクーバーオリンピック    | バンクーバー     | 回転 |
| 2011年3月19日 | 2011 アルペンスキーワールドカップ | レンツェルハイト | 回転 |